# بالدیم
بالدیم (به پرتغالی: Baldim) یک منطقهٔ مسکونی در برزیل است که در میناز ژرایس واقع شده‌است. بالدیم ۵۵۴٬۰۲۹ کیلومتر مربع مساحت و ۷٬۸۰۳ نفر جمعیت دارد و ۶۵۵ متر بالاتر از سطح دریا واقع شده‌است.